# Nepetalakton
Nepetalakton je organická látka poprvé izolovaná v roce 1941 z šanty kočičí pomocí destilace s vodní parou.
Jedná se o bicyklickou, desetiuhlíkovou terpenovou sloučeninu odvozenou z isoprenu se dvěma spojenými cykly (cyklopentanovým a esterovým). Struktura a účinky této látky jsou podobné valepotriátům. Je známo několik isomerů nepetalaktonu.
Tento halucinogen působí zvlášť silně na kočky, a to při velmi nízkých koncentracích. Je dokázáno,[zdroj?] že kočky (ale i další kočkovité šelmy, například lvi či tygři) reagují i na roztoky, kde je v jednom litru vody rozpuštěno jen 0,001 mikrogramu nepetalaktonu. Tato vnímavost není náhodná, nepetalakton je součástí sekretu, který kočky vylučují žlázami na hlavě.[zdroj?]